# Leyte
Pour les articles homonymes, voir Leyte (homonymie).
Ne doit pas être confondu avec Leyde.
Leyte est une des îles du groupe des Visayas dans l'archipel des Philippines. Elle compte près de 2 millions d'habitants.
L'île, située en mer des Philippines, a une longueur d'environ 180 km sur un axe nord-sud pour 65 km dans sa plus grande largeur. Au nord, l'île est très proche de Samar, juste séparée par le détroit de San Juanico, large de seulement deux kilomètres par endroits et traversé par le pont de San Juanico. L'île-province de Biliran se situe aussi au nord de Leyte à laquelle elle est reliée par un pont au travers du détroit de Biliran. Au sud, Leyte est séparée de Mindanao par le détroit de Surigao. Samar est au nord-est et l'île de Dinagat au sud-est forme le golfe de Leyte. À l'ouest se trouvent les îles de Cebu et Bohol.
Leyte est une île montagneuse principalement recouverte de forêts mais la vallée au nord-est est très agricole.
Politiquement, l'île est divisée en deux provinces, Leyte et Leyte du Sud. Cette dernière comprend également l'île de Panaon.
Les deux principales villes sont Tacloban, sur la côte orientale et le golfe de Leyte, et Ormoc, sur la côte occidentale.

## Histoire

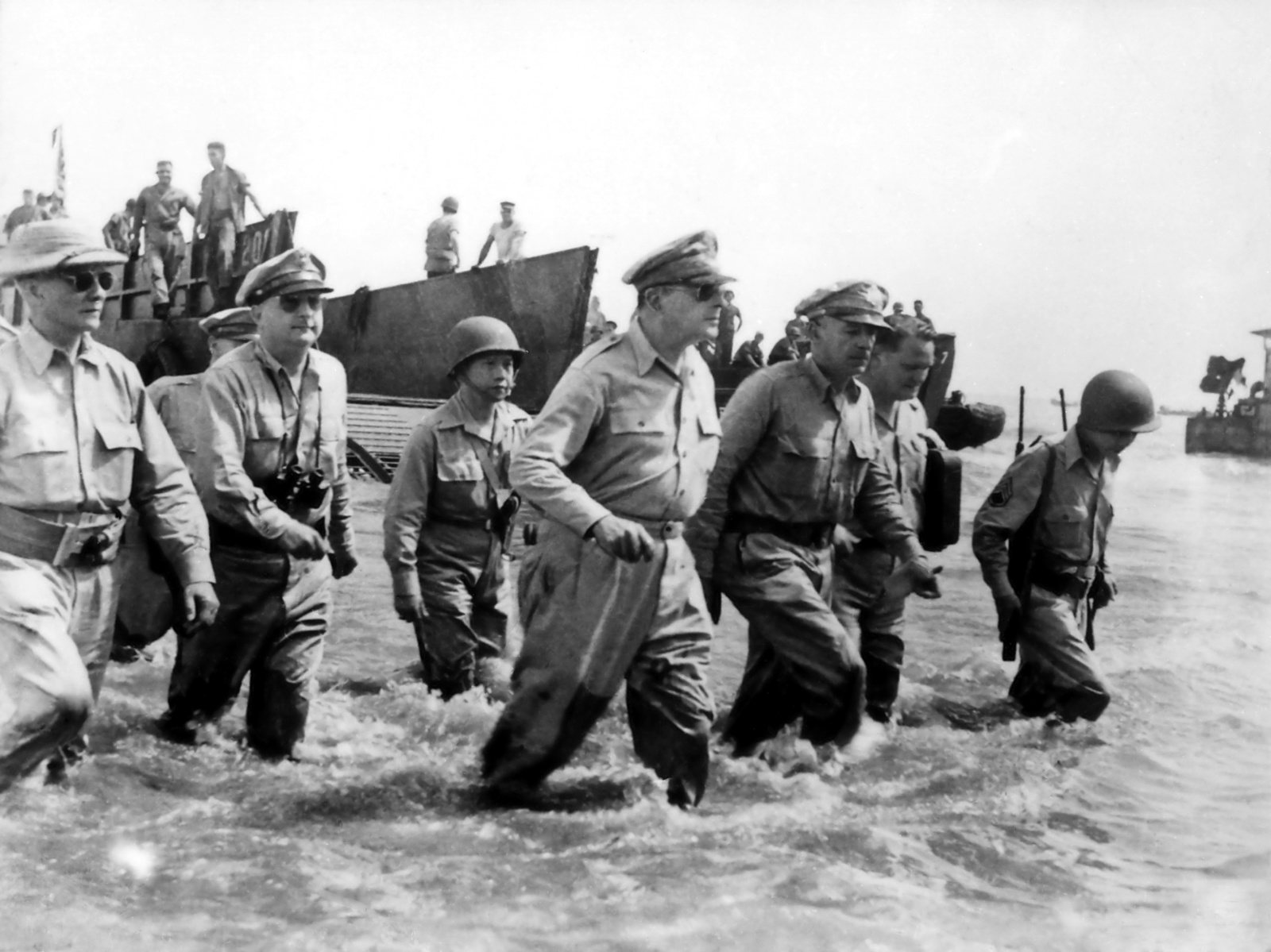
Le général Douglas MacArthur et son état-major débarquant à Palo Beach à Leyte, le 20 octobre 1944.

Leyte est principalement connue pour son rôle dans la reconquête des Philippines par les Alliés pendant la Seconde Guerre mondiale. Le 20 octobre 1944, le général Douglas MacArthur débarqua à Leyte, prononçant son célèbre « Je suis revenu » (« I have returned »). Cependant, les Japonais résistèrent fortement lors de la bataille de Leyte (octobre-décembre 1944) et, sur mer et dans les airs, lors de la bataille du golfe de Leyte (23-26 octobre 1944), qui est considérée comme la plus grande bataille navale de l'histoire.
Leyte est connue aujourd'hui pour ses centrales géothermiques, près d'Ormoc.
Le vendredi 8 novembre 2013, Leyte a été l'une des îles les plus dévastées par le typhon Haiyan, répertorié pour être l'un des plus violents jamais observés à ce jour. Selon les premières estimations dressées après son passage, ce typhon aurait causé la mort de plus de 10 000 personnes sur l'archipel.

### Webographie
- Ressource relative à la musique :   - MusicBrainz
- Notices dans des dictionnaires ou encyclopédies généralistes :   - Britannica
  - Gran Enciclopèdia Catalana
  - Internetowa encyklopedia PWN
  - Store norske leksikon
  - Universalis
- Notices d'autorité :   - VIAF
  - LCCN
  - GND
  - Japon
  - Israël
  - Tchéquie